# Исток (Пермский край)
Исток — деревня в Чердынском районе Пермского края. Входит в состав Усть-Урольского сельского поселения.

## Географическое положение
Расположена на правом берегу реки Кама, примерно в 15 км к юго-востоку от центра поселения, посёлка Курган, к юго-западу от районного центра, города Чердынь.

## Население
| 2010 |
| ---- |
| 13   |

## Топографические карты
- Лист карты P-40-137,138 Курган. Масштаб: 1 : 100 000. Состояние местности на 1982 год. Издание 1988 г.